# Columbia Pictures
Columbia Pictures Industries, Inc. – amerykańska wytwórnia filmowa założona w 1918 roku przez Jacka i Harry'ego Cohnów oraz Joego Brandta jako CBC Film Sales Corporation. Siedziba wytwórni znajduje się w Culver City w stanie Kalifornia. Razem z TriStar Pictures i innymi wytwórniami należy do Columbia TriStar Motion Picture Group, holdingu Sony Pictures Entertainment.
W latach 80. XX wieku była bardzo znaną i największą wytwórnią filmową w Stanach Zjednoczonych.
Wytwórnia posiada jednostkę zależną Ghost Corps, zajmującą się głównie produkcją filmów z serii Pogromcy duchów.

## Historia
Przedsiębiorstwo zostało założone w 1918 roku jako CBC Film Sales Corporation. Przez lata było jednym, które nie uległo gigantom w Hollywood tworząc własną sieć wytwórni filmowych w USA. W 1946 roku Columbia nabyła firmę Screen Gems.
Od 1982 roku należała do The Coca-Cola Company, następnie w 1987 została odsprzedana pracownikom wytwórni. Wtedy powstała niezależna grupa Columbia Pictures Entertainment, Inc. skupiająca również inne wytwórnie wykupione w poprzednich latach.
W 1989 roku Columbia została ostatecznie wykupiona przez koncern elektroniczny Sony Corporation.
Na lata 80. XX wieku przypadł złoty okres wytwórni. Wtedy wyprodukowano też takie hity jak Tootsie czy Pogromcy duchów.
Pierwsze polskie biuro Columbia Pictures istniało w II Rzeczypospolitej i mieściło się w Warszawie na ulicy Siennej 4 (niedaleko filii Paramount Pictures). Spółka wydawała własny periodyk „Kontakt”.